# Саз (Кыргызстан)
Саз (кирг. Саз) — село в Сокулукском районе Чуйской области Кыргызстана. Административный центр Сазского айылного аймака.

## География
Село расположено в центральной части области, на левом берегу реки Сокулук, на расстоянии приблизительно 8 километров (по прямой) к юго-западу от села Сокулук, административного центра района. Абсолютная высота — 1153 метра над уровнем моря.

## Население
Согласно оценочным данным Национального статистического комитета Кыргызской Республики, численность населения села на начало 2023 года составляла 2565 человек.
| год     | 2009 | 2014 | 2015 | 2020 | 2021 | 2023 |
| ------- | ---- | ---- | ---- | ---- | ---- | ---- |
| человек | 1788 | 2023 | 2184 | 2499 | 2523 | 2565 |